# Colibrí dels volcans

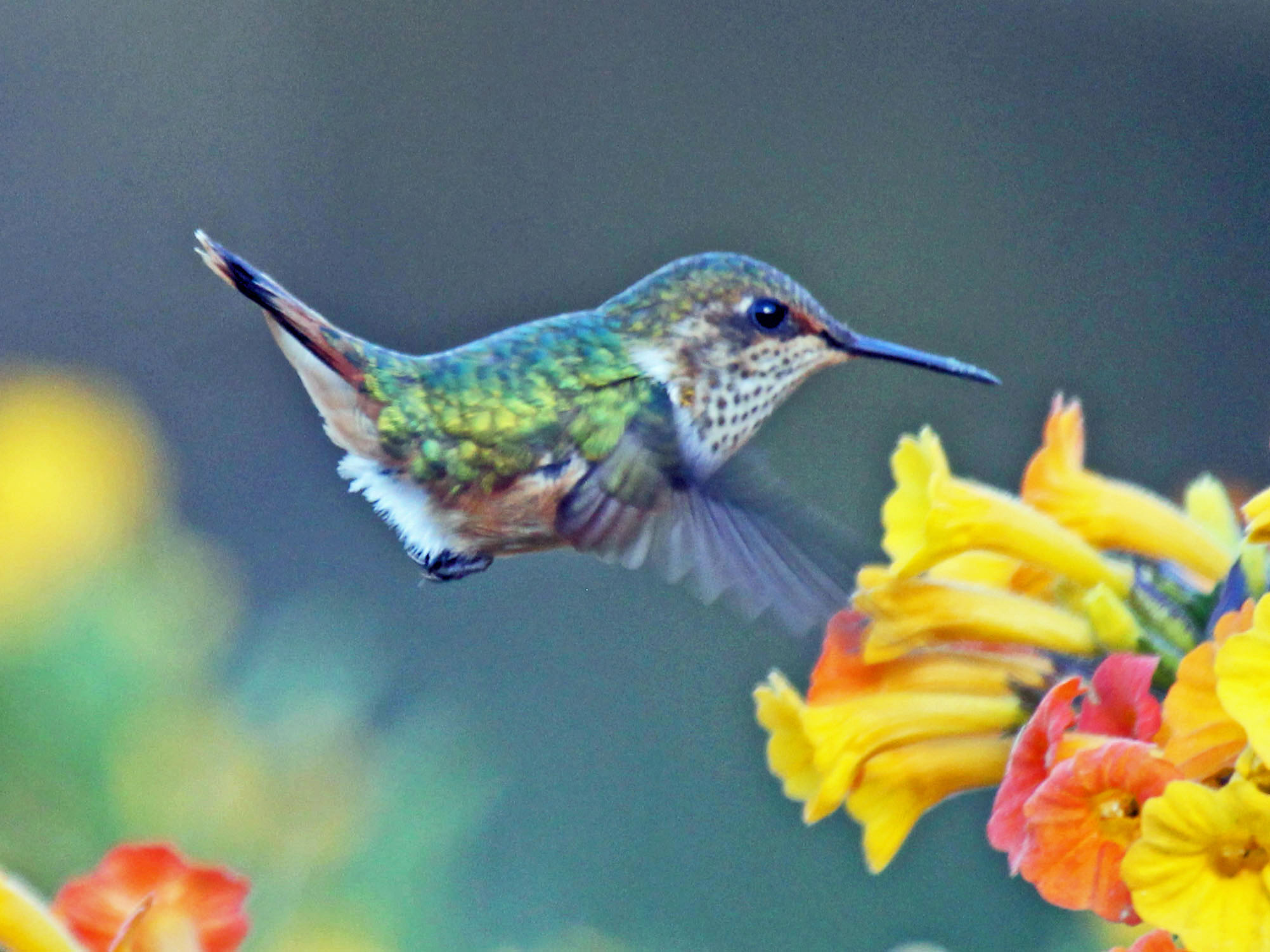
Femella a Panamà

El colibrí dels volcans ( Selasphorus flammula), és un colibrí molt petit que nia només a les muntanyes de Costa Rica i Panamà.
Aquesta petita au endèmica habita en àrees obertes amb arbustos, erm, i les vores de boscos nans en altituds de 1850 m dels becs més alts. Mesura tan sols 7,5 cm de llarg. El mascle pesa 2,5 grams i la femella 2,8. El seu bec negre és curt i recte.
El colibrí volcà adult té el dors verd bronze i les vores de la cua vermellós i negre. El color de la gola varia segons la zona, sent grisa-habitat en la serralada de Talamanca; vermell a les muntanyes del Poás-Barva; i de color rosa porpra a la zona d'Irazú-Turrialba. La resta de les parts inferiors són blanques. La femella és similar, però el seu coll és blanc amb taques fosques. Les aus joves s'assemblen a la femella, però tenen franges beix en la part superior del plomatge.